# Falkenbergs Bostadsaktiebolag
Falkenbergs Bostadsaktiebolag (Fabo) är ett allmännyttigt kommunalägt bostadsbolag. 
Det bildades 1970 genom en sammanslagning av Hertingbostäder, Årstadshus, Ätranbostäder, Ullaredsbostäder och AB Vinbergsbyggen; vilka funnits i de landskommuner som slogs samman till Falkenbergs kommun.
Det har drygt 2 000 lägenheter i Falkenberg, Tröingeberg, Slöinge, Glommen, Morup, Vinberg, Ljungby, Vessigebro, Ullared, Okome, Ätran, Fagered och Älvsered.

### Fotnoter
1. ↑  Fabonytt 1/2000[död länk]